# Riconquista finlandese del lago Ladoga e della Carelia
La riconquista finlandese del lago Ladoga e della Carelia è stato un episodio della guerra di continuazione nell'ambito della seconda guerra mondiale.

## L'attacco finlandese
Il 9 luglio 1941 l'esercito finlandese attaccò le linee sovietiche e grazie al sostegno dell'artiglieria pesante l'indomani riuscì a rompere le difese nemiche. 
Le forze finlandesi inseguirono quelle sovietiche e il 14 luglio raggiunsero il lago Ladoga. Qui le truppe sovietiche provenienti dall'istmo di Carelia cercarono di difendere Sami. Il 18 luglio però i soldati finlandesi attraversarono il fiume Tulemajoki circa 5 km a nord di Sami, sorprendendo i nemici e conquistando la città. 
Il 22 luglio la 5. divisione dell'esercito finlandese proseguì la sua avanzata raggiungendo il vecchio confine a Rajakontu e conquistando l'indomani anche il villaggio di Vitele.
L'offensiva finlandese proseguì inarrestabile fino a Tuuloksenjoki dove i sovietici, grazie ai mezzi pesanti e all'artiglieria, riuscirono a frenare il nemico scatenando dal 23 luglio una violenta controffensiva.

## La controffensiva sovietica
A partire dal 24 luglio le forze sovietiche riuscirono a riorganizzarsi sbarcando a Lunkulansaari e Mantsi, due isole di fronte Salmi. Qui però subirono il fuoco dell'artiglieria finlandese e il 27 luglio dovette ritirarsi.
Nel frattempo l'esercito finlandese aveva proseguito la propria offensiva lungo il confine con l'Unione Sovietica superando le fortificazioni nemiche e arrivando fino a Jänisjärvi.
Il 31 luglio il 2. corpo d'armata finlandese penetrò nelle linee sovietiche conquistando all'inizio di agosto anche Viipuri.
Il 19 agosto l'11. divisione finlandese scatenò un attacco partendo da Hyrsylä e proseguendo fino a Suvilahti e Tsalkki. Il 23 agosto, con la presa di Suojärvi tutta la Carelia era stata strappata al controllo sovietico.